# Do8
『Do8』（ドエイト）は、フジテレビ系列で2020年12月13日から2021年6月21日まで不定期に放送されていたバラエティ番組。

## 概要
お笑い第七世代の3時のヒロイン、ぺこぱ、四千頭身、そしてモデルの久間田琳加の9人のレギュラーメンバーが、コント、トークなど様々な企画に挑戦する。
制作チームは、2020年9月末に終了した『ウケメン』のスタッフが担当する。
番組タイトルの『Do8（ドエイト）』には、出演者・スタッフが共に、「8（フジテレビ）らしいことをする!（Do）」という意味と、「いつかは土曜夜8時の枠を目指す」という意味が込められている。しかし、2021年9月、土曜夜8時の枠が『新しいカギ』に決定し、別のコント番組に先を越されてしまうという現象が起きてしまった。
2020年末から不定期に放送されていたが、上記の『新しいカギ』に土曜夜8時の枠を奪われてしまった影響もあってか、2021年6月以降は放送実績がなく、さらに2022年に入ってX
（旧Twitter）とInstagramの公式アカウントも削除されたため、事実上打ち切りと思われる。

## 出演者

### レギュラー
- 3時のヒロイン（福田麻貴・ゆめっち・かなで）
- ぺこぱ（シュウペイ・松陰寺太勇）
- 四千頭身（後藤拓実・都築拓紀・石橋遼大）
- 久間田琳加

久間田はレギュラーではあるがほとんどのコーナーに参加せず、一部のコントのみ参加している。

### ゲスト
- 志田未来[2][3]
- トム・ブラウン
- 岡田結実
- アンミカ
- 川西拓実（JO1）[4][5]
- 白岩瑠姫（JO1）[4][5]
- 濱津隆之
- 佐野ひなこ
- 河合郁人（A.B.C-Z）[6]
- 橋本良亮（A.B.C-Z）[6]
- 目黒蓮（Snow Man）[7]
- 黒木ひかり
- 中島健人（Sexy Zone）
- 戸塚祥太（A.B.C-Z）
- 佐久間由衣
- 本並健治
- 丸山桂里奈
- ニューヨーク

## 放送リスト
| 回 | 放送日         | 放送時間                     | コント | コーナー | 備考              |
| -- | -------------- | ---------------------------- | --- | --- | ----------------- |
| 1  | 2020年12月13日 | 日曜 1:45 - 2:45（土曜深夜） | - 小福田組オーディション - ぶっちゃけ青春！カミングアウト学園 - 天才棋士 藤井モウソウ太 - 決めつけの刃 - かな出前館 - LINE MOSAIC - 間違いだらけのトリオユーチューバー 四輪頭身 | - 今日から俺はな！ - 鼓膜のグルメ - 祝かなで月9女優デビューも衝撃の結末にかなで絶叫！！                                              | [ 注 4 ]          |
| 2  | 2020年12月20日 | 日曜 1:45 - 2:45（土曜深夜） | - 新型デカ - かな出前館 - ぶっちゃけ青春！カミングアウト学園 - 天才棋士 藤井モウソウ太 - 小福田組オーディション                                                                 | - ウィントネブルドン - 鼓膜のグルメ - 都築 彼女の父親とサシ飲みを隠し撮り！ - チューティングゲーム                                   | [ 注 4 ]          |
| 3  | 2020年12月26日 | 土曜 1:50 - 2:50（金曜深夜） | - ベートーヴェン『交響曲第9番』歓喜の歌 - 年末ジャンボ毛 富くじ - かな出前館 - LINE MOSAIC - 超危険なビーナス - 天才棋士 藤井モウソウ太                                         | - フラッシュモブプロポーズ大作戦 - ウィントネブルドン - チューティングゲーム - 都築が考えたゲームをやってみよう！ - 今日から俺はな！ | [ 注 4 ]          |
| 4  | 2021年03月22日 | 月曜 23:30 - 翌0:10          | - 営業パフォーマンス - ボ検温 - キャッチのシュウさん - かな出前館 - ビーメンタル - 天才棋士 藤井モウソウ太 - ディスis女子 - 転生したら美人だった件                              | - OASOBI | [ 注 5 ] [ 注 6 ] |
| 5  | 2021年06月14日 | 月曜 23:30 - 翌0:10          | - ぶっちゃけ青春！カミングアウト学園 - 怨念 - かな出前館 | - 電狼ゲーム - フリースタイル ボケンジョン - 福林都のテレビ界のマナー講座                                                            | [ 注 7 ]          |
| 6  | 2021年06月21日 | 月曜 23:30 - 翌0:10          | - ＃芸風をエド・はるみに大激変させる美容師 - 本社移転 - かな出前館 - ＃芸風を小島よしおに大激変させる美容師                                                                     | - ボケグルイ - テニスの三字様 - 電狼ゲーム - OASOBI                                                                                  |                   |

## スタッフ
- ナレーション：加村真美
- 構成：中藤洋、長谷川優、北健一郎、深見シンジ
- CAM：池田幸弘、吉原喜久
- AUD：松本良道
- VE：山下将平
- LD：甲斐則行
- 技術コーディネート：橋本雄司
- 美術プロデューサー：三竹寛典
- 美術デザイン：永井達也
- アートコーディネーター：西嶋友里
- 大道具：宮路博貴、楢崎善正
- 装飾：乾川太志
- アクリル装飾：堀内重彰
- 電飾：桑島亮太
- 植木装飾：小笠原了平
- メイク：大高里絵
- 衣裳：岡田夏海
- 持道具：若林瑞帆
- 編集：中島史雄
- MA：小林由愛子
- 音効：高津浩史
- 技術協力：ニユーテレス、fmt、JAPAN MEDIA CREATE、マルチバックス
- 効果音監修：大久保博樹（駿河台大学）
- 編成メディア：小池一洋
- 広報：池田綾子
- TK：槇加奈子
- デスク：市川亜季
- 演出補：井上拓也、伊藤大地、池村莉奈
- 制作AP：曽我伽仰里
- プロデューサー：宮崎孝幸
- チーフプロデューサー：山本布美江
- ディレクター：木村慶彦
- 企画・プロデュース：近藤真広
- 演出：石川隼
- 制作：フジテレビ編成制作局制作センター第二制作室
- 制作・著作：フジテレビ